# Стіґ Шедін

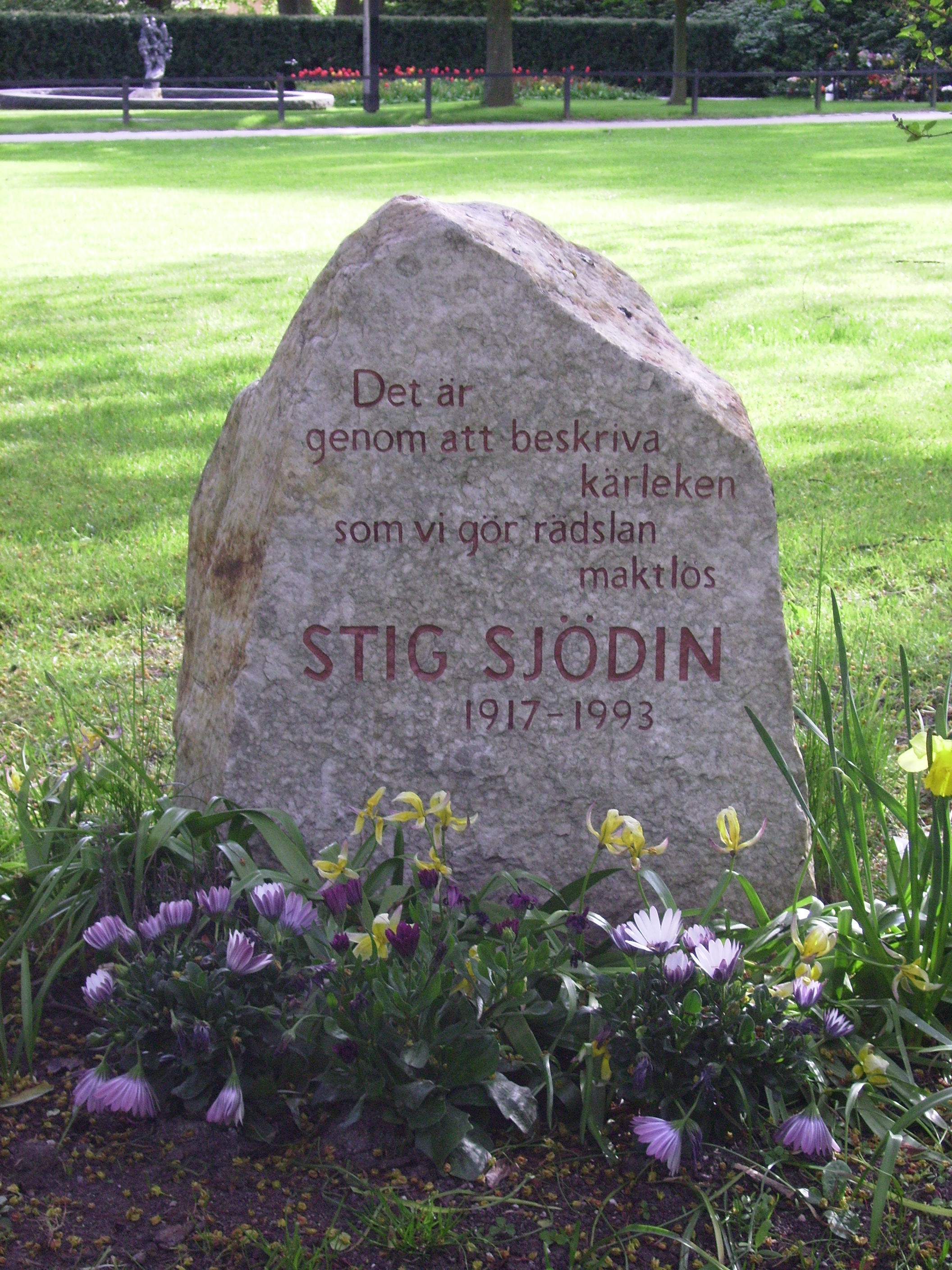
Могила Стіґа Шедіна на Катарінському кладовищі.

Стіґ А́брагам Шеді́н (швед. Stig Abraham Sjödin, нар. 7 жовтня 1917, Геґбу, Сандвікен, Євлеборґ, Швеція — пом. 24 квітня 1993, Стокгольм, Швеція) — шведський прозаїк, поет і журналіст.

## Біографія
Стіґ Шедін народився і виріс у сім'ї шліфувальника Юеля Абрагама Шедіна, що працював на заводі «Брук» у Сандвікені, й Анни Елізабет Шедін (до шлюбу Андерссон). Стіґ почав працювати на заводі зразу ж після закінчення школи. Кілька років він стояв у трубовальцювальному цеху «біля підіймального пристрою між першою і другою парою валків». Тут він відчув потребу писати. Залучившись до вирішення соціальних питань, Шедін мав цю тему за провідну в усіх своїх творах. Був членом Шведської соціал-демократичної спілки молоді (швед. Sveriges Socialdemokratiska Ungdomsförbund) і Товариства освіти робітників (швед. Arbetarnas Bildningsförbund). Сам письменник згадував, що в той час приятелі на роботі казали йому з приводу членства в цих організаціях: «Ти такий самий, як той бісів Сноїльський».
Пропрацювавши на заводі десять років і закінчивши курс навчання в народних університетах Бруннсвіка (1939—1941) та Сиґтуни (1942—1943), він перебрався до Стокгольма, де у 1943—1945 роках був робітником, а відтак працював журналістом у виданнях Folket i Bild та Aftontidningen. 8 грудня 1950 одружився з Майт Елісабет Стамґорд (*1928), донькою торговця Карла Гуґо Юганссона i письменниці Анни-Ліси Форшберґер. 1945 року дебютував поетичною збіркою «Бомба, що не розірвалася». 1949 року вийшла його знакова збірка віршів — «Частинка сажі», в якій автор відобразив досвід, набутий у Сандвікені. Уперше в сучасній поетичній формі яскраво описано робітників і їхню працю. Ця збірка витримала кілька видань. Саме вона стала поштовхом до створення Товариства Стіґа Шедіна у жовтні 1996 року.
У 1950-х роках і далі головними мотивами у віршах Шедіна стали природа, кохання і критика суспільства. Провідною ниткою в його творчості була пошана до природи і людини. Шедіна вважали пролетарським письменником. Останньою його збіркою стала «Лікарська книжка, подорож униз», опублікована за три тижні перед смертю автора, у квітні 1993 року. Її схвалила критика.
Стіґа Шедіна поховали на Катарінському цвинтарі в Стокгольмі.

## Пошанування
- У жовтні 1996 року засновано Товариство Стіґа Шедіна.
- 1997 року засновано Премію Стіґа Шедіна.

## Твори
- Blindgångare 1945 (лірика) — «Бомба, що не розірвалася»
- Sommarpredikan 1947 — «Літня проповідь»
- Sotfragment 1949 — «Частинка сажі»
- Nattliga besök 1950 — «Нічні відвідини»
- Molnskugga 1955 — «Тінь хмарини»
- Dikter 1957 — «Вірші»
- Asparnas tält 1959 — «Осиковий курінь»
- Sånger i stål 1962 — «Пісні в криці»
- Bo bortom tullen 1966 — «Жити поза митом»
- Har ni flaggproblem? 1970 — «У вас клопіт із прапором?»
- Klarspråk 1971 — «Чітка мова»
- Livets starka smak 1974 — «Гострий смак життя»
- Förklaringstapet 1977 — «Пояснення»
- Hjärtats heta smedja 1979 — «Гаряча кузня серця»
- Arbete och människovärde 1981 — «Робота і гідність людини»
- Näverbrev 1988 — «Берестяний лист»
- Dikter i Folkets hus 1988 — «Вірші в Народному домі»
- Läkebok, nedresa 1993 — «Лікарська книжка, подорож униз»
- Gråspettens öga 1993 — «Дятлове око»
- Det rör sig 1998 — «Воно рухається»
- Ur tillsvidarelådan 1999 — «З довгої шухляди»
- Bruksnoveller 2003 — «Заводські новели»
- Naturlig avgång 2004 — «Природний відхід»

## Нагороди і відзнаки
- 1949 Літературна премія АБФ
- 1950 Літературна премія журналу «Ві»
- 1957 Премія Стіґа Карлсона
- 1964 Літературна премія журналу «Ві»
- 1971 Літературна премія газети «Естерсунд-Постен»
- 1972 Премія Беллмана
- 1972 Премія Карла Еміля Енґлунда (за «Чітку мову»)
- 1985 Премія Дана Андерссона
- 1989 Медаль Геденвінда
- 1991 Премія Ферліна